# Танненбергский мемориал

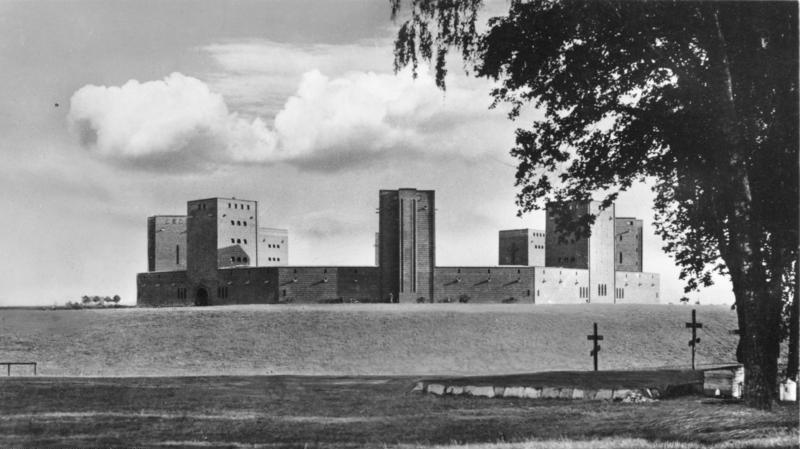
Танненбергский мемориал. Фото до 1945 года

Мемориал в Танненберге (нем. Tannenberg-Denkmal; официальное название Национальный памятник в Танненберге (Tannenberg-Nationaldenkmal)) — сооружение в память о победах Германии в Первой мировой войне в 1914 году, в частности в битве при Танненберге, названной в честь средневековой битвы 1410 года, и битвы при Мазурских озёрах. Воздвигнут в 1924—1927 годах в Восточной Пруссии близ Хоэнштайна (ныне Ольштынек, Польша). Мемориал был взорван сапёрами вермахта в январе 1945 года в связи с приближением советских войск.

## Возведение
В Танненберге уже в 1901 году был установлен памятный камень Ульриху фон Юнгингену, магистру Тевтонского ордена, погибшему во время Грюнвальдской битвы. Камень сохранился до настоящего времени.
К пятой годовщине битвы 1914 года Союз ветеранов провинции Восточная Пруссия выдвинул предложение соорудить на месте битвы мемориал павшим в битве. Для населения Восточной Пруссии Танненберг был местом, где было остановлено наступление русской армии, вызвавшее потоки беженцев и нанёсшее крупный урон. 31 августа 1924 года в присутствии Гинденбурга и Людендорфа состоялась торжественная церемония закладки первого камня в основание мемориала, в которой приняли участие 60 тысяч человек, в своём большинстве ветеранов битвы. Проект этого монументального военного памятника был разработан берлинскими архитекторами Вальтером и Йоганнесом Крюгерами, победившими в соответствующем конкурсе. Памятник должен был напоминать по своей архитектуре неолитический Стоунхендж и средневековый восьмигранник Кастель-дель-Монте. В центре каждой из восьми стен были спроектированы башни высотой в 20 м из красного камня. Эти башни, ориентированные по сторонам света, имели различные героические посвящения: Входная башня, башня Мировой войны, башня Восточной Пруссии, башня Знамён, башня Гинденбурга, Солдатская башня, башня Посвящения, башня Военачальников. Внутри мемориала находился могильный холм с крестом, где свой покой обрели 20 неизвестных солдат. Торжественное открытие мемориала состоялось 18 сентября 1927 года к 80-летию Пауля Гинденбурга, избранного рейхспрезидентом.

## Имперский памятник в Танненберге

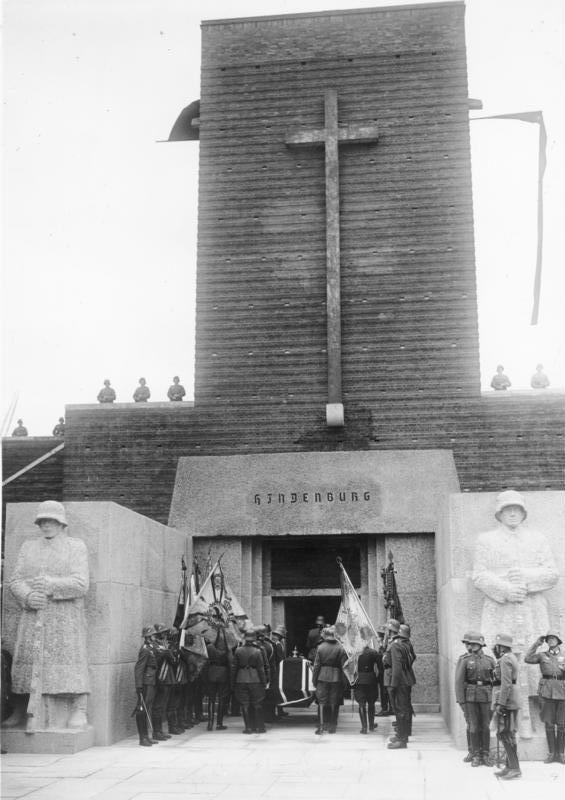
Похороны Гинденбурга в склепе Мемориала в Танненберге

Патриотический мемориал в Танненберге стал общенациональным местом сбора противников Версальского договора. 7 августа 1934 года в склепе мемориала был торжественно похоронен Пауль фон Гинденбург, что подчёркивало его роль в победе над русскими войсками в битве при Танненберге. Гроб Гинденбурга был помещён вопреки воле покойного и его родных во второй башне мемориала. Вальтер и Йоханнес Крюгеры разрабатывали проект превращения памятника в Имперский памятник погибшим воинам. Могила неизвестных солдат в центре мемориала была снесена, крест с неё был водружён на башню Гинденбурга, останки солдат были перезахоронены в боковых помещениях склепа Гинденбурга. У башен сменили кровлю, что придало памятнику вид крепости. 2 октября 1935 года в день рождения Гинденбурга состоялось перезахоронение праха Гинденбурга и его умершей в 1921 году супруги Гертруды в новом склепе. Над склепом разместился Зал памяти Гинденбурга с 4-метровой статуей маршала из порфира работы скульптора Фридриха Багдонса.

## Снос
В январе 1945 года в ходе отступления германских войск памятник был взорван по приказу Гитлера. Останки Гинденбурга и его супруги предварительно были вывезены в Кёнигсберг, а затем спрятаны в соляной шахте в Тюрингии. Американские войска, оккупировавшие Тюрингию, позднее вывезли гробы в Западную Германию. Сегодня они хранятся в церкви Святой Елизаветы в Марбурге. Окончательный снос памятника в Танненберге был проведён в 1952—1953 годах польскими инженерными войсками.